# Христианство в Габоне
Христианство в Габоне — крупнейшая религия в стране.
По данным исследовательского центра Pew Research Center в 2010 году в Габоне проживало 1,17 млн христиан, которые составляли 77,7 % населения этой страны. Энциклопедия «Религии мира» Дж. Г. Мелтона оценивает долю христиан в 2010 году в 90,5 % (1,26 млн верующих).
Крупнейшим направлением христианства в стране является католицизм. В 2000 году в Габоне действовало 922 христианские церкви, принадлежащие 38 различным христианским деноминациям.